# بولیاک (شهرستان استرلیباشفسکی، باشقیرستان)
بولیاک (انگلیسی: Bulyak, Sterlibashevsky District, Republic of Bashkortostan) یک شهرک در شهرستان استرلیباشفسکی استان باشقیرستان کشور روسیه است.